# 波束赋形

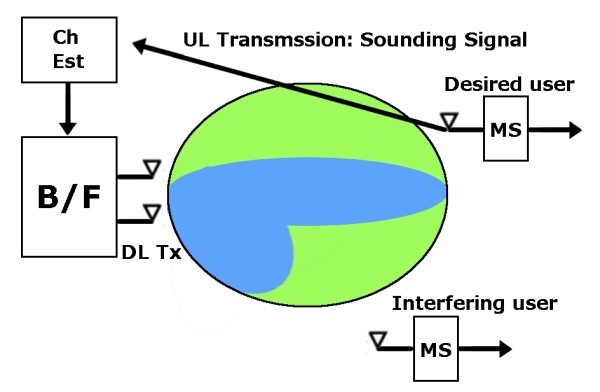
波束赋形

波束赋形（Beamforming）又叫波束成型、空域滤波，是一种使用传感器阵列定向发送和接收信号的信号处理技术。 波束赋形技术通过调整相位阵列的基本单元的参数，使得某些角度的信号获得相长干涉，而另一些角度的信号获得相消干涉。波束赋形既可以用于信号发射端，又可以用于信号接收端。

## 波束赋形技术
在发射端，波束赋形器控制每一个发射装置的相位和信号幅度，从而在发射出的信号波阵中获得需要相长和相消干涉模式。在接收端，不同接收器接收到的信号被以一种恰当的方式组合起来，从而获得期盼中的信号辐射模式。
以水下声纳发射为例，我们希望向远处的船只发送一束集中尖锐的声纳信号。如果声纳发射装置的每个声纳发生器同时向一艘船发声纳信号，由于远方船只的方位角度，有的声纳发射器的信号先到达船只，有的声纳发射器的信号后到达船只，无法做到让所有声纳信号发生器的信号同时到达这条船只。有了波束赋形技术，就可以调整不同声纳发生器的信号发射时间（离船远的先发信号，离船近的后发信号），这样，所有的声纳信号就能同时击中船只，获得一个强大的声纳脉冲信号击中船只的效果。
在被动式声纳系统或者主动式声纳的接收端，波束赋形技术为不同的水下听音器收集到的信号加上不同的时延（离开目标最近的水下听音器加上最长的时延），这样就能同时听到所有水下听音器的声音，就像声音是来自同一个水下听音器，从而获得最佳的效果。